# Wilhelm z Hirsau

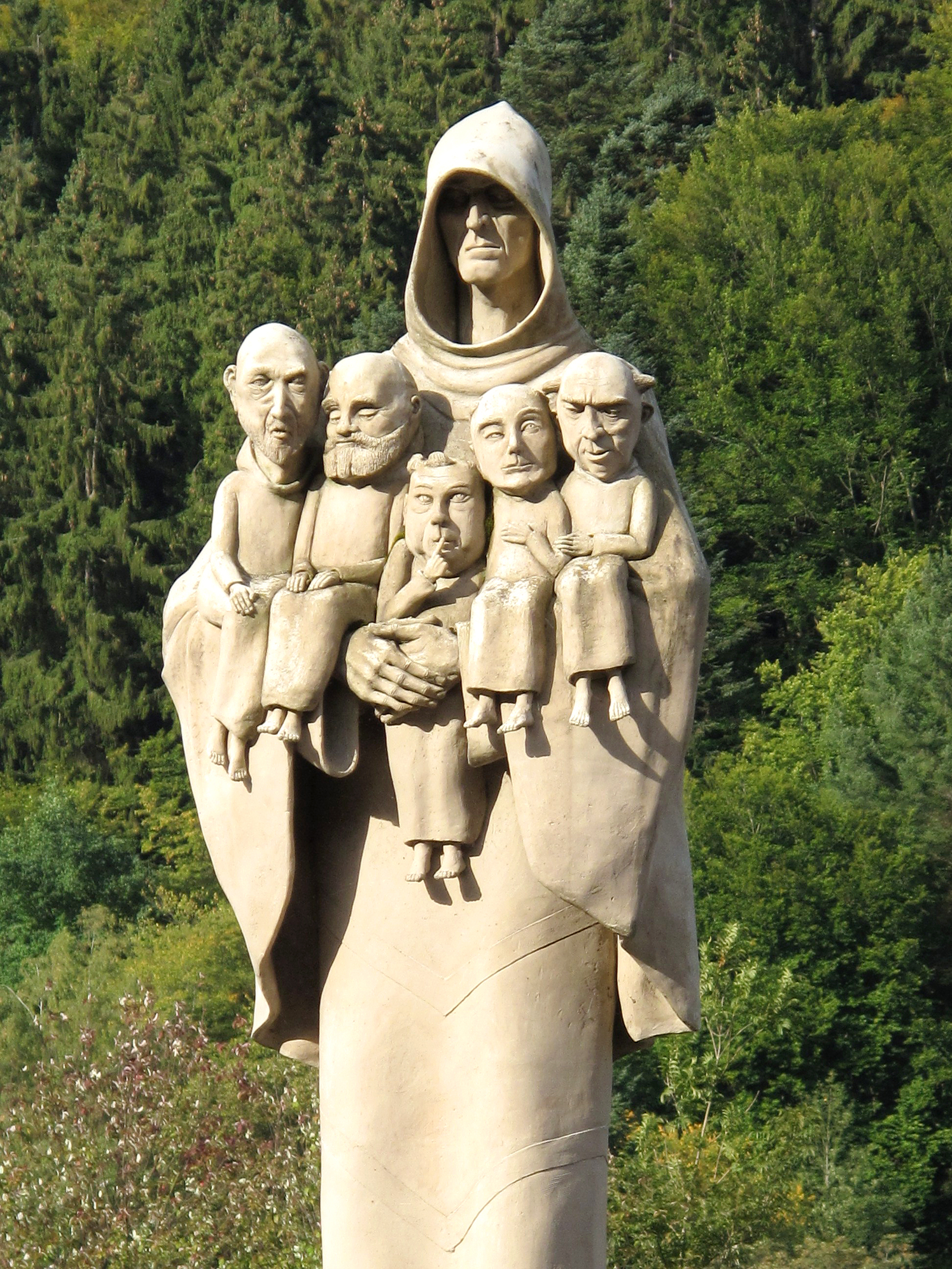
Posąg Wilhelma z Hirsau w Calw

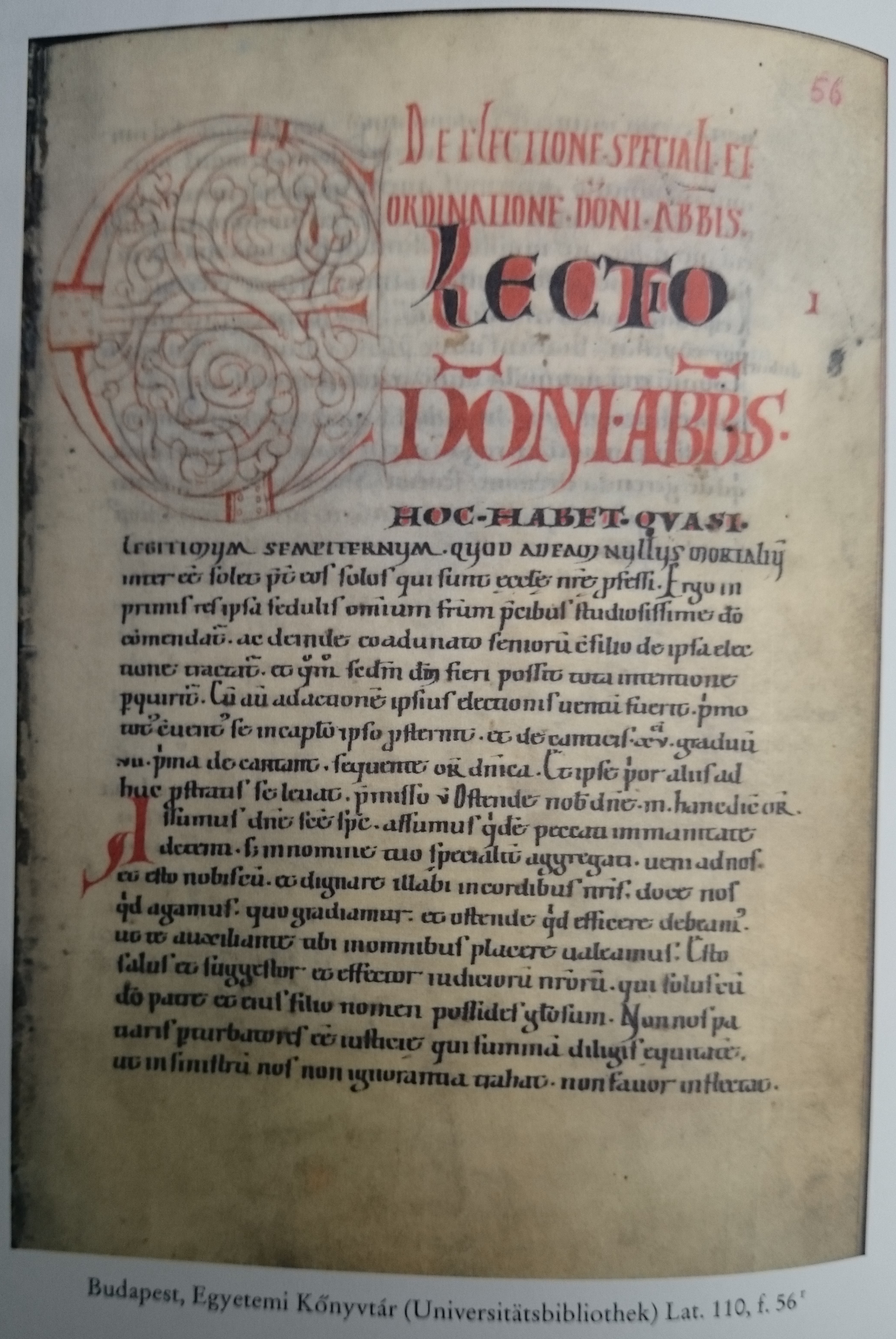
Manuskrypt Constitutiones Hirsaugienses, początek XII w.

Wilhelm z Hirsau (ur. w 1026 r., zm. 5 lipca 1091 r.) – zakonnik benedyktyński, od 1069 do śmierci opat w klasztorze Hirsau, jeden ze średniowiecznych reformatorów Kościoła, twórca tzw. kongregacji hirsaugijskiej; w kościele katolickim uznawany za błogosławionego.

## Życiorys
Wilhelm pochodził z Bawarii . Jako chłopiec został oddany do benedyktyńskiego klasztoru św. Emmerama w Ratyzbonie   . Tam zyskał reputację znakomitego ucznia . Był uczniem i przyjacielem tamtejszego mnicha i pisarza Otloha .
W 1069 r. przybył do krótko wcześniej odnowionego klasztoru Hirsau, gdzie został opatem (funkcję tę sprawował od swego przybycia, ponieważ jednak uznał, że dotychczasowego opata Fryderyka usunięto bezprawnie, formalnie tytuł opata przyjął w 1071 r., po śmierci poprzednika)   . W 1075 r. uzyskał królewskie zwolnienie od zwierzchnictwa hrabiów Calw . Zadbał o uzyskanie niezależności konwentu od miejscowych biskupów – w tym samym roku wyjechał do Rzymu, gdzie uzyskał do papieża uznanie bezpośredniego zwierzchnictwa papieskiego nad klasztorem  . Podczas swej kilkumiesięcznej obecności w Rzymie nawiązał bliższe kontakty z papieżem Grzegorzem VII . Stał się przez to głównym orędownikiem reformy gregoriańskiej w Rzeszy Niemieckiej, zwalczając korupcję i dążąc do uniezależnienia Kościoła od władzy świeckiej; stał także po stronie papieskiej w sporze o inwestyturę   . W święto Wielkanocy 1077 r. gościem Wilhelma w Hirsau był antykról Niemiec Rudolf z Rheinfelden . Wilhelm jednocześnie surowo krytykował tych biskupów niemieckich, którzy stanęli po stronie papieża wyłącznie dla korzyści politycznych i ekonomicznych .
W 1079 r. w klasztorze Hirsau przyjął reguły reformy kluniackiej  . Było to pierwsze niemieckie zgromadzenie, które nawiązało bezpośrednie kontakty z opactwem w Cluny – jeden z przeorów kluniackich był w Hirsau (przyjaciel Wilhelma z młodości, Ulryk z Zell), mnisi hirsaugijscy wyjeżdżali do Cluny . Wkrótce, w swoich Constitutiones Hirsaugienses opisał jeszcze surowszą dyscyplinę klasztorną  . W 1077 r. ustanowił tzw. fratres exteriores (dosłownie: braci zewnętrznych, także fratres laici – braci świeckich, konwersów), którzy składali mniej restrykcyjne śluby i pełnili mniejszą rolę w liturgii, jednak wykonywali większość prac (w ten sposób zmienił status dawnej służby klasztornej ) – szybko zmiana ta rozpowszechniła się w innych klasztorach benedyktyńskich  .
Reforma Wilhelma osiągnęła znaczny sukces. Z powodu napływu mnichów do Hirsau w latach 80. XII w. musiał rozpocząć znaczną rozbudowę klasztoru  (w okresie jego rządów liczba zakonników w Hirsau miała wzrosnąć z 15 do 150  ). Liczne inne klasztory przyjmowały do stosowania zasad wyłożonych w Constitutiones (za życia Wilhelma miało być ich ponad 100, w tym liczne założone przez niego i jego uczniów), przez co konwent prowadzony przez Wilhelma stał się ważnym centrum monastycznym i ośrodkiem reformy klasztornej w Rzeszy   .
Oprócz działania na polu reformy Kościoła, dzięki wysokiemu poziomowi swoje wykształcenia Wilhelm oddawał się nauce . Konstruował instrumenty astronomiczne (m.in. skomplikowany zegar słoneczny), zajmował się też instrumentami muzycznymi (m.in. udoskonalał flet) . Napisał także dwa traktaty naukowe: Dialogi de musica i De astronomia  .